# Marjal i Estany d'Almenara
La marjal d'Almenara és un espai natural protegit dins del Catàleg de Zones Humides de la Comunitat Valenciana, pertany al grup denominat albuferes i marjals litorals. Té 1.550 hectàrees, pertany a la Xarxa Natura 2000 com a LIC.

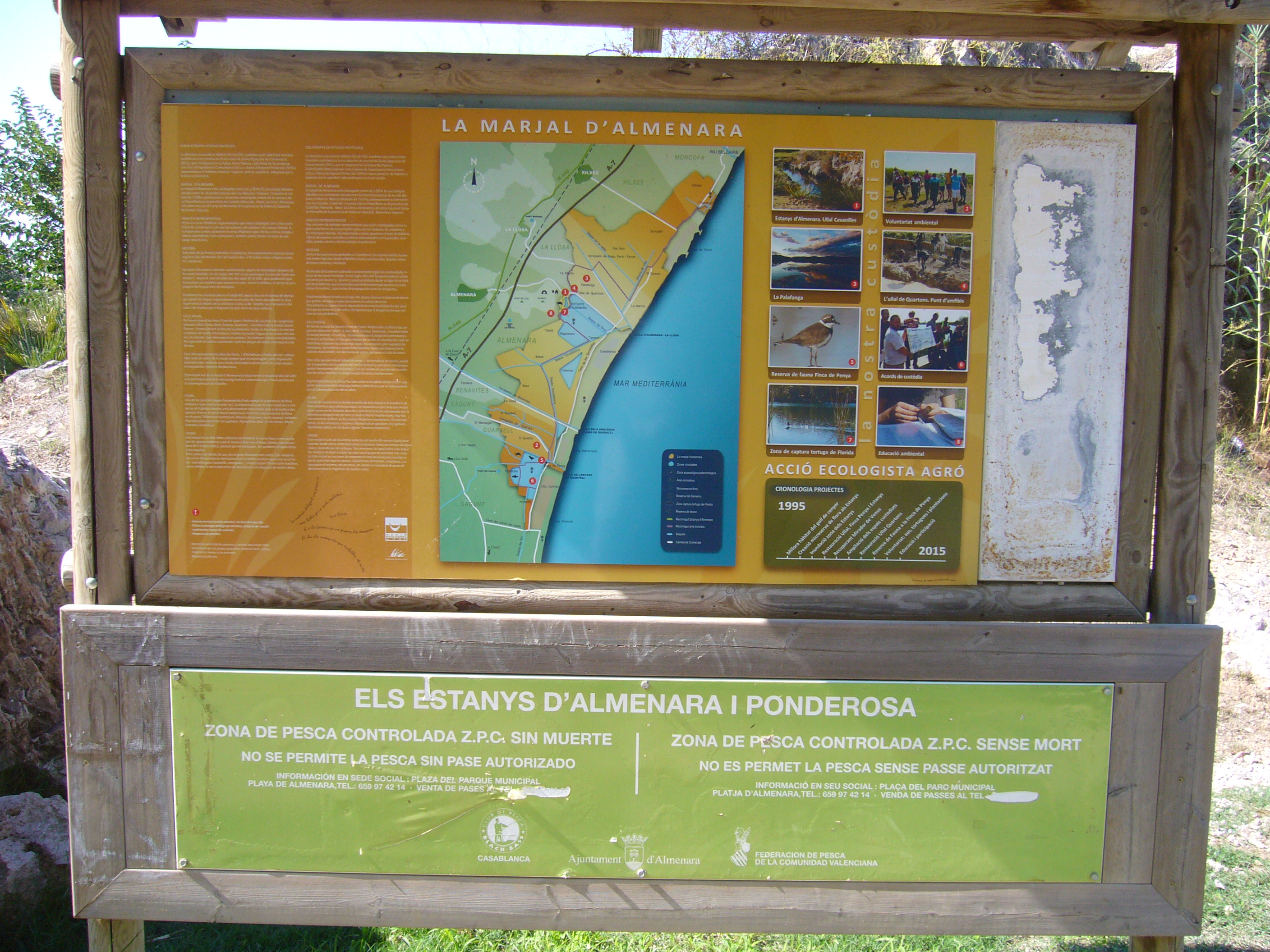
Panell informatiu

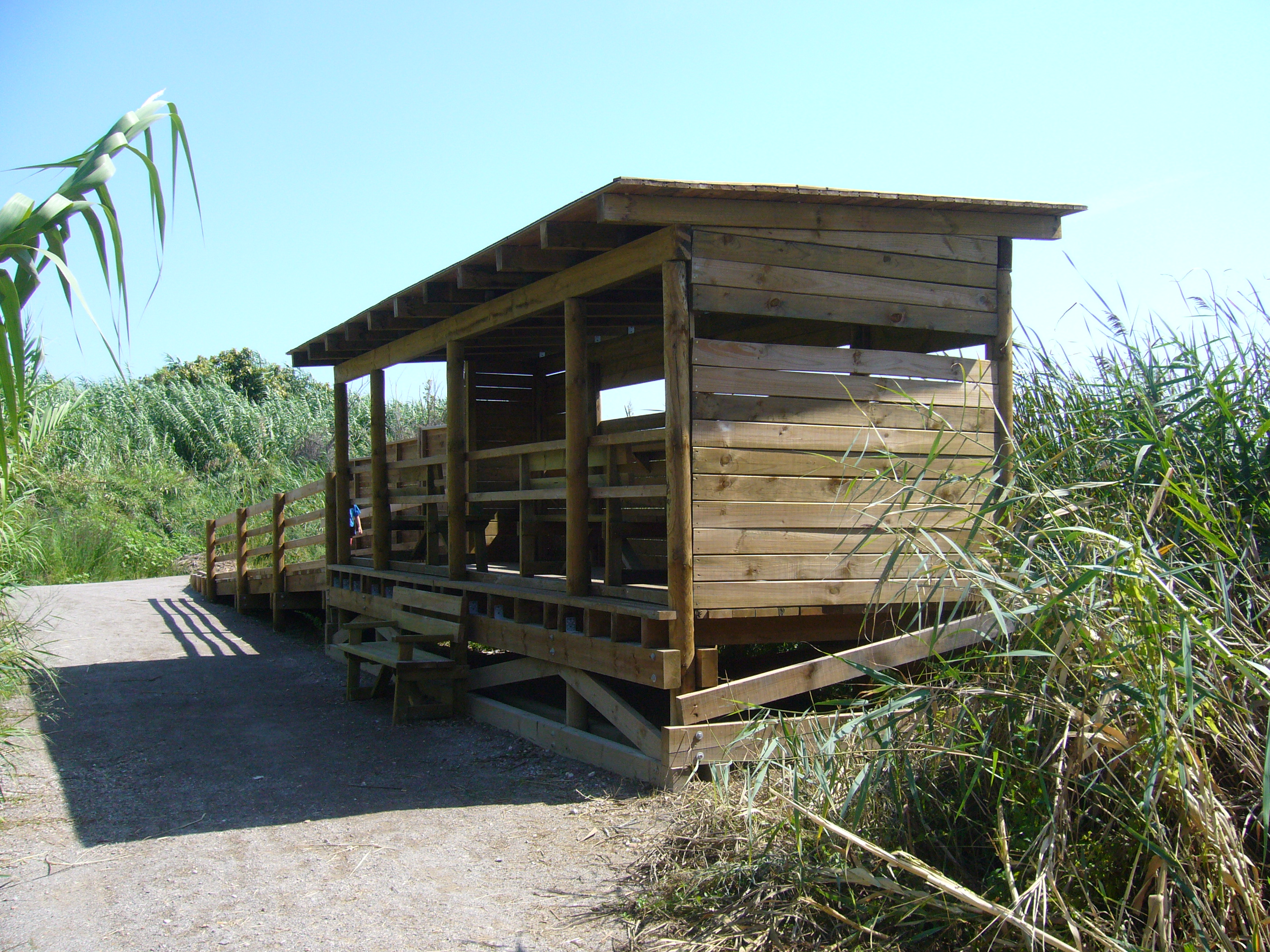
Mirador d'aus a l'Estany d'Almenara

Aquesta zona humida se situa a les comarques de la Plana Baixa i el Camp de Morvedre. La marjal comprèn part dels termes municipals de Xilxes, la Llosa, Almenara, Sagunt, Benavites i Quartell.
Dins dels límits del Paratge es pot trobar una gran varietat d'hàbitats, característics del paisatge costaner mediterrani, on es troben els típics de muntanya amb els dels aiguamolls. Entre els hàbitats presents dins del Paratge cal destacar els següents inclosos en la Directiva Hàbitats 92/43/CEE:
- Estany natural amb vegetació hidrofítica.
- Torberes calcàries del Cladium mariscus.
- Pasturatges salins mediterranis.
- Estepes salines mediterrànies.
- Matoll termomediterrani.
- Prats humits mediterranis.[2]